# Necramium gigantophyllum
Necramium gigantophyllum là một loài thực vật có hoa trong họ Mua. Loài này được Britton mô tả khoa học đầu tiên năm 1924.